# Syrphoctonus laevis
Syrphoctonus laevis là một loài tò vò trong họ Ichneumonidae.